# 살다보면 (1994년 노래)
〈살다보면〉은 1994년에 권진원이 부른 한국의 인기곡이다. 유기환이 작사하고, 권진원이 작곡한 곡이다. 첫 발표 시기는 1994년이라는 설도 있다.
유기환이 작사하고, 권진원이 작곡한 곡이다. 가수 권진원(31)이 30대 정서를 대변하는 가수로 자리매김하고 있다. 일상의 고단함을 인정하되 희망을 잃지 말자는 가사와 복고풍의 포크록으로 누구보다 30대의 공감을 크게 얻고 있는 것. 음반을 사는 층도 30대가 많고 26일까지 열리고 있는 콘서트장에도 가수와 동년배들이 많다. 「노래를 찾는 사람들」출신인 권진원은 95년초 2집 「살다보면」으로 대중속의 기틀을 잡은 가수. 92년 솔로로 나섰으나 현실적 고민을 외치는데만 그쳤고 3년뒤 「살다보면」에 이르러서야 「구호」를 벗어나기 시작했다. 특히 「살다보면」이라는 가사에 이어지는 묘한 뉘앙스가 히트요소. 이번 3집은 「탈구호」편의 연장이다. 머리곡 「집으로 가는 길」은 「살다보면」의 분위기 그대로다. 포크록의 멜로디를 흥겹게 하고 「삶을 뒤돌아봤을 때 밀려오는 왠지 모를 설움」을 노래했다. 그러나 다른 수록곡 「새로운 날을 위하여」 「어느 날」에서는 「가슴을 활짝 열어 사랑할거야」라고 노래, 권진원 특유의 희망을 뚜렷하게 내비친다. 게다가 이번 앨범은 권진원이 5곡을 작사작곡하고 편곡과 프로듀싱까지 도맡았다. 처음으로 자기음악세계의 방향타를 잡은 권진원은 『나이가 들면서 노래에 무게가 실리고 완숙미를 주어야 하는데 어떤 평가가 나올지 궁금하다』고 말했다. 권진원은 국내에서 몇안되는 여성 싱어송라이터다. 작곡 작사를 직접하는 만큼 삶의 체험이 자연스럽게 노래에 녹는다. 26일까지 「라이브 1관」에서 진행중인 콘서트는 노래와 함께 3집의 작품배경을 상세히 전하는 무대다. 또 「살다보면」 「토요일」 등 히트곡을 비롯해 샹송도 부른다.

## 가사
살다보면
괜시리 외로운 날
너무도 많아
나도 한번 꿈 같은 사랑
해봤으면 좋겠네
살다보면
하루하루 힘든일이
너무도 많아
가끔 어디 혼자서 훌쩍
떠났으면 좋겠네
수 많은 근심 걱정
멀리 던져 버리고
언제나 자유롭게
아름답게 그렇게
내일은 오늘보다
나으리란 꿈으로 살지만
오늘도 맘껏 행복했으면
그랬으면 좋겠네

살다보면
괜시리 외로운 날
너무도 많아
나도 한번 꿈 같은 사랑
해봤으면 좋겠네
살다보면
하루하루 힘든일이
너무도 많아
가끔 어디 혼자서 훌쩍
떠났으면 좋겠네
수 많은 근심 걱정
멀리 던져 버리고
언제나 자유롭게
아름답게 그렇게
내일은 오늘보다
나으리란 꿈으로 살지만
오늘도 맘껏 행복했으면
그랬으면 좋겠네
그랬으면 좋겠네
그랬으면 좋겠네